# Хувервил
„Хувервил“ (енгл. Hooverville) је популарни назив за дивља насеља која су изградили бескућници током Велике депресије у Сједињеним Државама. Добила су име по Херберту Хуверу, који је био председник Сједињених Држава у време настанка Велике депресије, и који је био нашироко окривљаван за кризу. Израз је сковао Чарлс Мајклсон, шеф за публицитет Демократског националног комитета.

## Позадина
Бескућници су постојали и пре Велике депресије и скитнице нису биле редак призор ни пре 1929. У већини великих градова су постојала општинска свратишта за њих, али је током Велике депресије потражња за оваквом врстом помоћи порасла експоненцијално. Бескућници су се груписали у дивљим насељима у близини народних кухиња. Ова насеља су често формирана на празном земљишту и углавном се састојала из шатора и малих барака. Власти нису званично признавале ова хувервил насеља, и понекад су истеривали њихове станаре због заузимања приватног поседа, али су често толерисана или игнорисана због нужности. Њу дил је донео посебне програме помоћи усмерене ка бескућницима у оквиру Federal Transient Service, од 1933. до 1935.
Неки од становника ових насеља су поседовали грађевинске вештине па су своје куће правили од камена. Међутим, већина становника је своје куће градило од дрвета добијеног од сандука, картона, отпадног метала и разних других доступних материјала.
Већина незапослених становника хувервила су користили помоћ хуманитарних организација или просили за храну. Демократе су сковале и друге изразе,[2] као што су „Хуверово ћебе“ (покривач од старих новина) и „Хуверова застава“ (празан џеп изврнут ка споља). „Хуверова кожа“ је био картон коришћен да се покрије рупа на ципели када се ђон истроши. „Хуверова кочија“ је био аутомобил који су вукли коњи јер власник не може да приушти гориво; у канади су оваква возила називана Бенетови багији, по тадашњем премијеру.
Након 1940, економија се опоравила, проценат незапослених је опао, и програми за уклањање дивљих насеља су учинили да сви хувервили нестану..[3]

## Локације
- Централ парк, Њујорк: бројне породице бескућника су камповале на Великом травњаку у Централ паркку, у то доба празном резервоару.[3]
- Риверсајд, Њујорк: дивље насеље се налазило у Риверсајд парку у 72. улици за време депресије.[4]